# Pierre-François Réal
Pierre-François, conde Réal (Chatou, 1757 - Paris, 1834), foi um jurista e político francês, prefeito da polícia da capital durante o Consulado.